# Ascari

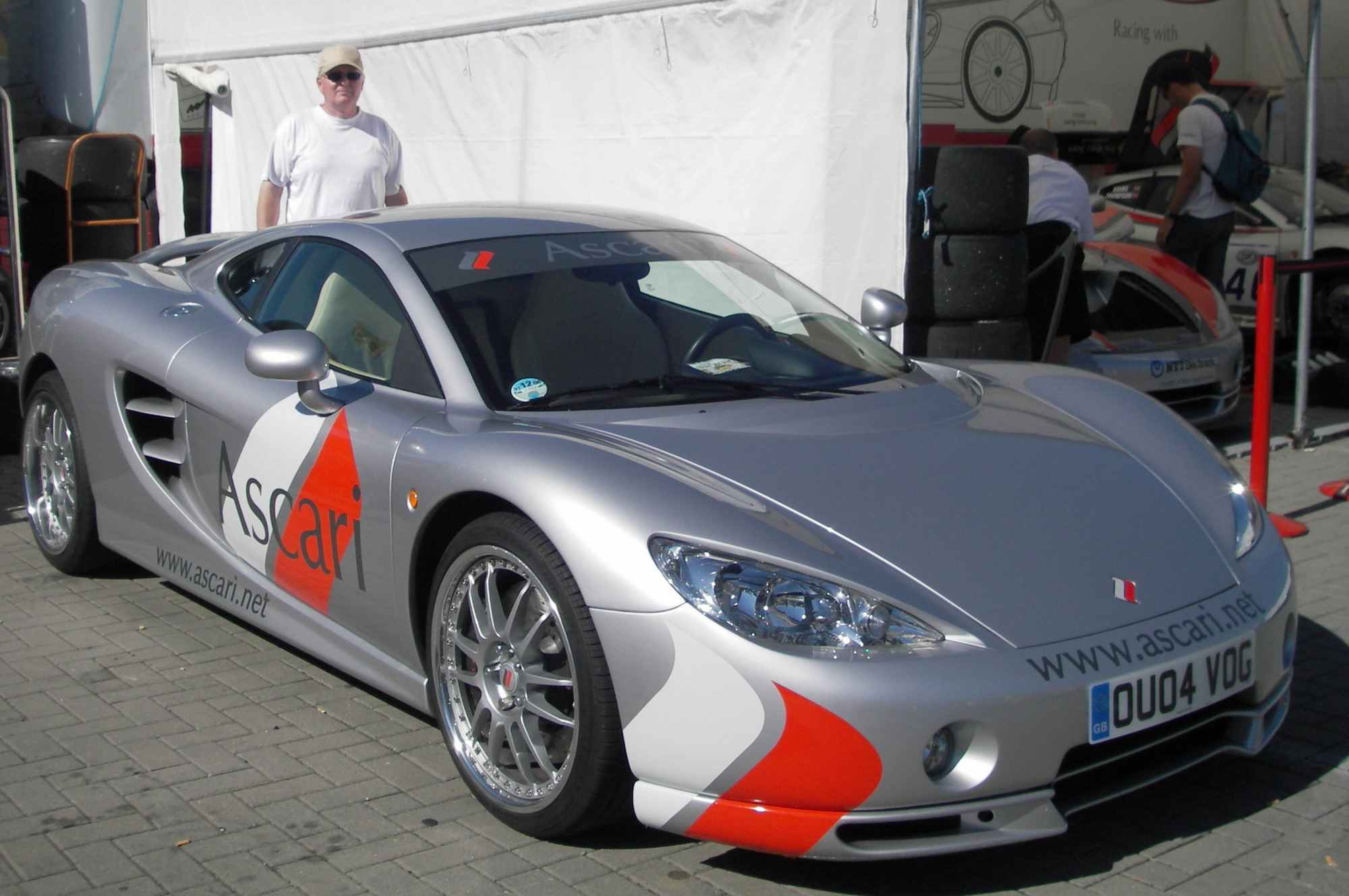
Ascari KZ1.

Ascari Cars fue un fabricante inglés de automóviles deportivos. Ascari se estableció en Dorset, Inglaterra. Actualmente no tiene actividad. 

## Historia
El nombre Ascari proviene del piloto italiano Alberto Ascari, el primer piloto en ganar dos veces el campeonato del mundo de Fórmula 1.
Ascari Cars fue fundada en la localidad inglesa de Dorset en el año 1995. Un grupo de profesionales de las carreras empezaron a colaborar en lo que sería su primer superdeportivo de edición limitada, el Ascari Ecosse, que estuvo listo en 1998. 
En el año 2000 la compañía Ascari construyó una nueva factoría situada en la localidad de Banbury, para desarrollar el que sería su segundo superdeportivo, el Ascari KZ1. En esta factoría trabajaban al unísono los encargados de los coches de calle y los de competición. Una de las características más importantes de la factoría de Banbury era la moderna tecnología que incorporaba dando lugar a deportivos capaces de luchar con los mejores y más reputados de su categoría.
Durante este mismo año también se empezó a construir el circuito Ascari, uno de los más exclusivos del mundo situado en el sur de España y creación del mismo inversor. Actualmente el circuito Ascari es uno de los mejores circuitos del mundo.

## Modelos producidos
- Ascari Ecosse
- Ascari KZ1
- Ascari KZ1R, versión desarrollada a partir del KZ1.
- Ascari A10